# 樫山欽四郎
樫山 欽四郎（かしやま きんしろう、1907年〈明治40年〉5月1日 - 1977年〈昭和52年〉8月7日）は、日本の哲学者。元早稲田大学文学部教授。研究対象は、ドイツ近世哲学・実存哲学。

## 来歴
長野県北佐久郡小諸町（現・小諸市）出身。旧制上田中学（長野県上田高等学校）、早稲田大学文学部哲学科卒。同助教授、1949年教授。早稲田大学高等学院長、第二文学部長、第一文学部長を経て大学院文学研究委員長に就任。
ヘーゲル研究で知られ1951年ヤスパース協会、1957年実存主義協会設立に参画、理事を務めた。1960年「ヘーゲル精神現象学の研究」で文学博士。また1969年早大野球部長に就任、東京六大学野球連盟理事、日本学生野球協会理事を務めた。さらに兄純三が設立した樫山奨学財団理事、日米大学野球世界選手権大会組織委員、明治神宮外苑運営委員、日本学術会議哲学研究連絡委員会委員などを歴任した。
1960年「ヘーゲル精神現象学研究」で早大文学博士。樫山純三は兄。女優の樫山文枝は娘。

## 著書

### 単著
- 『ドイツ精神の生成』目黒書店、1941年11月。 NCID BA31545892。全国書誌番号:46001735。
- 『論理学』世界書院〈基礎学選書〉、1950年12月。 NCID BA37530796。
- 『哲学叙説』世界書院、1953年4月。 NCID BA39927520。全国書誌番号:53003505。
- 『ヘーゲル精神現象学の研究』創文社、1961年5月。 NCID BN02092468。全国書誌番号:62000745。
- 『哲学概説』創文社、1964年3月。 NCID BN03861477。全国書誌番号:64010440。
- 『ヘーゲル論理学の研究』創文社、1970年9月。ISBN 978-4423170090。 NCID BN0188720X。全国書誌番号:74006540。
- 『悪』創文社〈叢書身体の思想 3〉、1977年6月。ISBN 978-4423193020。 NCID BN00386242。全国書誌番号:77010442。
- 『随想集 あたりまえのこと』創文社、1978年7月。ISBN 978-4423900154。 NCID BN04768590。全国書誌番号:78026374。
- 『樫山欽四郎哲学論集 哲学の課題』講談社〈講談社学術文庫 1636〉、2004年2月。ISBN 978-4061596368。 NCID BA65660199。全国書誌番号:20566034。

### 訳書
- ヨハン・ゴットリープ・フィヒテ 著、樫山欽四郎 訳『知識学新序説』大学書林〈大学書林語学文庫 109〉、1939年1月。 NCID BA57380969。
- フォイエルバッハ 著、樫山欽四郎 訳『将来の哲学の原理』小石川書房、1947年11月。 NCID BN0577778X。全国書誌番号:46001821 全国書誌番号:60009246。
- ヘーゲル 著、樫山欽四郎 訳『精神現象学』河出書房新社〈世界の大思想 12〉、1966年5月。 NCID BN02425924。
  - ヘーゲル 著、樫山欽四郎 訳『精神現象学』（新装版）河出書房新社〈世界の大思想 1〉、1973年11月。 NCID BN00132142。
  - ヘーゲル 著、樫山欽四郎 訳『精神現象学』 上、平凡社〈平凡社ライブラリー 200〉、1997年6月。ISBN 978-4582762006。 NCID BA31011923。全国書誌番号:98005201。
    - 出口純夫が補訂・加筆

  - ヘーゲル 著、樫山欽四郎 訳『精神現象学』 下、平凡社〈平凡社ライブラリー 206〉、1997年7月。ISBN 978-4582762068。 NCID BA31011923。全国書誌番号:98013862。

### 監修
- H.グロックナー『ヨーロッパの哲学 その史的考察』 上、樫山欽四郎監修、早稲田大学出版部、1965年12月。 NCID BN05904093。
- H.グロックナー『ヨーロッパの哲学 その史的考察』 中、樫山欽四郎監修、早稲田大学出版部、1967年5月。 NCID BN05904093。
- H.グロックナー『ヨーロッパの哲学 その史的考察』 下、樫山欽四郎監修、早稲田大学出版部、1968年8月。 NCID BN05904093。

### 共著・共編・共訳
- 渡利弥生、樫山欽四郎『基礎論理学』 前篇、稲門堂書店、1942年。全国書誌番号:44055958。
- 渡利弥生、樫山欽四郎『基礎論理学』 中篇、稲門堂書店、1942年。全国書誌番号:44027730。
- 渡利弥生、樫山欽四郎『論理学』小石川書房、1948年5月。 NCID BN14532138。
- 渡利弥生、樫山欽四郎『論理学』評論社、1951年4月。 NCID BA42065888。全国書誌番号:51003474。
- ルードヴィッヒ・ギース 著、樫山欽四郎、川原栄峰 訳『ニーチェ 実存主義と力への意志』パンセ書院、1954年2月。 NCID BN11928303。全国書誌番号:54001332。
  - ルードヴィッヒ・ギース 著、樫山欽四郎、川原栄峰 訳『ニーチェ 実存主義と力への意志』理想社〈実存主義叢書 19〉、1970年5月。 NCID BN00608832。全国書誌番号:74007251。
- 樫山欽四郎、松浪信三郎 編『世界思想教養辞典 西洋編』東京堂出版、1965年6月。 NCID BN03030717。
- ヘーゲル 著、樫山欽四郎、川原栄峰、塩屋竹男 訳『エンチュクロペディー』河出書房新社〈世界の大思想 第2期 第3〉、1968年9月。
  - ヘーゲル 著、樫山欽四郎、川原栄峰、塩屋竹男 訳『エンチュクロペディー』河出書房新社〈世界の大思想 15〉、1972年4月。 NCID BN04835246。　
  - ヘーゲル 著、樫山欽四郎、川原栄峰、塩屋竹男 訳『エンチュクロペディー』（新装版）河出書房新社、1987年10月。 NCID BN0154915X。全国書誌番号:4309240984。
  - ヘーゲル 著、樫山欽四郎、川原栄峰、塩屋竹男 訳『エンチュクロペディー』（ワイド版）河出書房新社〈世界の大思想 3-3〉、2005年5月。 NCID BA7573303X。
- 樫山欽四郎、坂田徳男、土岐邦夫 訳『カント』 下、河出書房新社〈世界の大思想 16〉、1974年5月。 NCID BN00133699。
- H.ワインシュトック 著、樫山欽四郎、小西邦雄 訳『ヒューマニズムの悲劇 西洋的人間像における真と偽』創文社、1976年10月。 NCID BN02816455。全国書誌番号:74009159。
- カント 著、樫山欽四郎、坂田徳男、土岐邦夫 訳『実践理性批判・判断力批判・永遠の平和のために』三笠書房〈世界思想選書 16〉、1951年5月。 NCID BN09599821。全国書誌番号:51004542。
  - カント 著、樫山欽四郎、坂田徳男、土岐邦夫 訳『実践理性批判・判断力批判・永遠の平和のために』（新装版）河出書房新社、1989年11月。 NCID BN04232579。全国書誌番号:90008085。
  - カント 著、樫山欽四郎、坂田徳男、土岐邦夫 訳『実践理性批判・判断力批判・永遠の平和のために』（ワイド版）河出書房新社〈世界の大思想 6〉、2004年9月。 NCID BA68905576。全国書誌番号:20770779。

## 参考
- 『長野県人名鑑』信濃毎日新聞社、1974年